# Tatiana Trouvé
Pour les articles homonymes, voir Trouvé.
Tatiana Trouvé est une artiste franco-italienne, née le 4 août 1968 à Cosenza (Italie). Elle vit et travaille à Paris.

## Biographie
Tatiana Trouvé, née en 1968 à Cosenza, en Italie, est une artiste plasticienne franco-italienne. Elle a grandi à Dakar, au Sénégal, avant de suivre des études artistiques à la Villa Arson à Nice, puis à De Ateliers (anciennement Ateliers '63) aux Pays-Bas. Elle s’installe à Paris en 1995 et vit aujourd’hui à Montreuil.
Son travail, qui mêle dessin, sculpture et installation, explore les dimensions de l’espace et du temps en brouillant les frontières entre mondes intérieur et extérieur, nature et architecture, matière inerte et formes vivantes. Dès 1997, elle développe le Bureau d’Activités Implicites (B.A.I.), un ensemble de modules réalisé à partir d’archives documentant des expériences personnelles qui marque son intérêt pour les récits fragmentés, la composition d’un espace psychique et physique et l’identité construite.
Ses œuvres sculpturales se déploient souvent dans des environnements en suspens. Des objets moulés ou façonnés – tels que des sièges, sacs, cordes ou fragments d’architecture – occupent des scènes marquées par le vide, l’immobilité ou l’attente. Le recours à des matériaux tels que le bronze, le cuivre, le verre ou la pierre accentue l’ambiguïté produite entre présence et latence, générant une atmosphère propice à la désorientation.
Elle élabore des séries sculpturales telles que les Polders (à partir de 2000), qui mettent en scène des intérieurs aux échelles impraticables et inaccessibles. Dans la série The Guardian (à partir de 2013), des effets personnels sont posés sur des chaises vides ou à leurs pieds évoquant la présence fantomatique de figures bienveillantes et protectrices.
Le dessin occupe une place centrale dans sa pratique. Ses grands formats élaborés à partir de superpositions d’images, de souvenirs visuels et d’éléments issus de son atelier composent des paysages mentaux complexes. Des séries telles que Intranquillité (à partir de 2005), Remanence (à partir de 2008) ou Les dessouvenus (à partir de 2013) partagent en commun une réflexion sur la mémoire, les images mentales, les états liminaires entre le rêve et l’éveil, et interrogent nos manières d’habiter des mondes.
Ses œuvres ont été exposées dans de nombreuses institutions à l’échelle internationale, notamment dans le cadre de biennales, triennales, expositions personnelles et collectives. En 2007, elle reçoit le prix Marcel Duchamp, l’une des principales distinctions dans le domaine de l’art contemporain en France.
Parmi les publications récentes consacrées à son travail figurent The Strange Life of Things (Marsilio arte, 2025), monographie accompagnant son exposition à la Collection Pinault – Palazzo Grassi, Le grand atlas de la désorientation (Centre Pompidou, 2022), un catalogue complet de ses dessins accompagnant son exposition au Centre Pompidou, un numéro spécial des Cahiers du Mnam consacré à son travail, Les Cahiers du Musée national d’art moderne n°171 (Éditions du Centre Pompidou, 2025) ainsi qu’une sélection de ses écrits et entretiens, Récits, rêves et autres histoires (Éditions de l’École nationale supérieure des beaux-arts, 2023).
Ses œuvres font partie de nombreuses collections publiques et privées, notamment le Centre Pompidou, le Musée d’Art Moderne de Paris, le MAC VAL, le Migros Museum (Zürich), le Museo del Novecento (Milan), le Hirshhorn Museum (Washington D.C.), le Nasher Sculpture Center (Dallas), le Solomon R. Guggenheim Museum (New York) ou encore le Museo Jumex (Mexico).

### Prix et distinctions
- 2001 : prix Ricard S.A., décerné à l'issue de l'exposition Lost in The Supermarket à l'espace Paul-Ricard.
- 2007 : prix Marcel-Duchamp, décerné à l'occasion de la FIAC, et qui lui permet de présenter une exposition monographique au Centre Pompidou au printemps 2008. Le jury du prix a voulu saluer « l’univers très personnel de l’artiste, le rapport qu’elle entretient aux matériaux et aux espaces ainsi que la consistance de son projet artistique [et] le caractère visionnaire de sa démarche[8]. »
- 2014 : prix ACACIA[9].
- 2019 : prix Rosa-Schapire.
- Officière de l'ordre des Arts et des Lettres (2020).
- 2024: Chevalier de l'ordre national du Mérite.

## Expositions monographiques (sélection)
Tatiana Trouvé est représentée par les galeries Gagosian et Xavier Hufkens.
- 1997 : Tatiana Trouvé, Centre national d’art contemporain de la Villa Arson, Nice, France
- 2002 : Polders, Palais de Tokyo, Paris, France
- 2003 : Aujourd’hui, hier, ou il y a longtemps, Capc Musée d'art contemporain de Bordeaux, France
- 2003 : Tatiana Trouvé, Kunstverein Freiburg, Freiburg, Allemagne
- 2004 : Juste assez coupable pour être heureuse, Mamco, Genève, Suisse
- 2005 : Djinns, Cneai, Chatou, France
- 2007 : Double Bind, Palais de Tokyo, Paris, France
- 2007 : Time Snares, Galerie Emmanuel Perrotin, Miami, États-Unis
- 2008 : 4 Between 2 and 3, Centre Pompidou, Paris, France
- 2008 : Density of Time, Galerie Johann König, Berlin, Allemagne
- 2009 :  Bureau of Implicit Activities: Archives and Projects Kunstverein Hambourg, Hambourg, Allemagne
- 2009 : A Stay Between Enclosure and Space, Migros Museum, Zurich, Suisse
- 2010 : Tatiana Trouvé, South London Gallery, Londres, Royaume-Uni
- 2010 : Il grande ritratto, Kunsthaus Graz, Graz, Autriche
- 2013 : I Cento Titoli in 36 524 Giorni, The Hundred Titles In 36, 524 Days, Galerie Gagosian, Rome, Italie
- 2014 : I tempi doppi, exposition itinérante, (Kunsthalle Nürnberg ; Museion, Bolzano ; Kunstmuseum Bonn)
- 2014 : The Longest Echo / L’Écho le plus long, Mamco, Genève, Suisse
- 2016 : L’Éclat de l’absence, Red Brick Museum, Pékin, Chine
- 2018 : Le Numerose Irregolarità, Villa Médicis, Rome, Italie
- 2018 : The Great Atlas of Disorientation, Petach Tikva Museum of Art, Tel-Aviv, Israël
- 2018 : A Quiet Life, Galerie Kamel Mennour, Paris
- 2019 : On the Eve of Never Leaving, Galerie Gagosian, Beverly Hills, CA, USA
- 2021 : From March to May, Galerie Gagosian, New York, NY, USA
- 2022 : Le grand atlas de la désorientation, Centre Pompidou, Paris, France
- 2025 : La vie étrange des choses, Palazzo Grassi - Pinault Collection, Venise, Italie

## Catalogues monographiques
- 1997 : Tatiana Trouvé, textes de Charles-Arthur Boyer, Joseph Mouton, éd. Centre national d’art contemporain de la Villa Arson, Nice
- 2002 : Polders, texte de Gianfranco Maraniello, éd. Palais de Tokyo, Paris
- 2003 : Tatiana Trouvé, Aujourd’hui, hier ou il y a longtemps, textes de Elie During, François Poisay, Maurice Fréchuret, éd. Capc Musée d’art contemporain de Bordeaux
- 2007 : Lapsus, Tatiana Trouvé, entretien avec Frank Lamy, éd. Mac/Val, Musée d’art contemporain du Val-de-Marne, Vitry-sur-Seine
- 2008 : Tatiana Trouvé, textes de Elie During, Jean-Pierre Bordaz, éd. 315, Centre Georges-Pompidou, Paris
- 2008 : Tatiana Trouvé, textes de Robert Storr, Catherine Millet, Richard Shusterman, éd. Verlag der Buchhandlung Walther König, Cologne
- 2010 : Tatiana Trouvé, Il Grande Ritratto, textes de Peter Pakesch, Adam Budak, Dino Buzzati, Dieter Roelstraete, Pamela Lee, Francesca Pietropaolo, Maria Gough, éd. Universalmuseum Joanneum, Kunsthaus Graz
- 2010 : Tatiana Trouvé, textes de Maria Gough, Heike Münder, éd. Migros Museum für Gegenwartskunst ürich / Verlag der Buchhandlung Walther König, Cologne
- 2014 : Tatiana Trouvé, I tempi doppi, textes de Stefan Gronert, Letizia Ragaglia, Barbara Hess, entretiens de l’artiste avec Richard Shusterman, Francesca Pietropaolo, Robert Storr, éd. Snoeck, Cologne
- 2018 : Tatiana Trouvé, Le numerose Irregolarità, entretien de l’artiste avec Katharina Grosse, texte de Chiara Parisi, éd. Electa, Milan
- 2022 : Tatiana Trouvé, textes de Thierry Davila et Françoise Ninghetto, éd. Mamco, Genève
- 2022 : Tatiana Trouvé, Le grand atlas de la désorientation, textes de Jean-Pierre Criqui et Laura Hoptman, éd. Centre Pompidou, Paris
- 2023 : Tatiana Trouvé: Récits, rêves et autres histoires, textes de Tatiana Trouvé et Bernard Marcadé, Beaux-arts de Paris éditions, Ministère de la culture, Paris
- 2025 : « Tatiana Trouvé » Les Cahiers du Musée national d’art moderne n°171, textes de Évelyne Toussaint, Fabien Faure, Marjolaine Lévy, Roula Matar, Anna Guilló, Thierry Davila, eEntretien de l’artiste avec Natacha Pugnet et Fabien Faure, Éditions du Centre Pompidou, Paris
- 2025 : Tatiana Trouvé: The Strange Life of Things, entretien de l’artiste avec Caroline Bourgeois and James Lingwood, textes de Emma Lavigne, Bruno Racine, Neville Wakefield, Barbara Casavecchia, éd. Marsilio arte, Venise